# Lacey Wildd
Lacey Wildd, född Paula Ann Simonds 23 april 1968, är en amerikansk glamourmodell och tv-personlighet. Hon är också känd för sina extrema plastikoperationer. Hon blev uppmärksammad när hon medverkade i ett avsnitt av MTV-serien True Life som följde henne när hon sökte efter en plastikkirurg som ville och kunde förstora hennes bröst ännu mer.